# Río del Bosque
El Río del Bosque es un río de gran importancia en la Obra de Tolkien y en especial en El hobbit.  Es uno de los grandes ríos del Norte de la Tierra Media; nace en las Ered Mithrin (Montañas Grises) y cruza todo el Bosque Negro de Norte a Sudeste desembocando en el Lago Largo. 
Atraviesa el reino élfico de los Elfos Silvanos de Thranduil, padre de Legolas; a la altura de las cavernas en donde habitaban estos elfos y se lo cruzaba por un puente de piedra que daba justo frente a las Puertas. En ese lugar el río era ancho, profundo y rápido y unos cientos de metros río abajo, se le unía el arroyo que nacía en las entrañas de la colina en donde estaba excavada la Morada de Thranduil. Sobre la ribera norte del Río del Bosque, y en el lugar de la desembocadura del arroyo, había una bahía abierta por los elfos con una playa de guijarros al pie y “(…)cerrada en el extremo oriental por un pequeño cabo sobresaliente de roca dura…”; y cerca de esa orilla, un poco adentro en el bosque; se ubicaban las Cabañas de los Almadieros. Hasta allí llegaron, en su primera etapa, los barriles que contenían a los Enanos de Thorin cuando huyeron de las cárceles del Rey Elfo.
El río continuaba su cauce hacia el sudeste y luego de un corto trecho; “(…)rodeaba a la izquierda un repecho de tierra escarpada…”, allí el agua se hacía más profunda y más rápida. Pero sorteado el risco, el bosque desaparecía y tierras planas se abrían en todas direcciones; y el río se “(…)perdía y se bifurcaba en un centenar de cursos zigzagueantes, o se estancaba en remansos y pantanos con islotes a los lados; pero aun así, una fuerte corriente seguía su curso regular...” Cruzando esa parte del río y recostado en la gran almadía de barriles; Bilbo vio, a lo lejos, la Montaña Solitaria “(…)mostrando la cima oscura entre retazos de nubes…” “Sola y adusta, la Montaña contemplaba el bosque por encima de los pantanos…” Al parecer en los últimos años los pantanos se habían extendido mucho más a ambos lados del río; producto, quizá, del aumento de las lluvias e inundaciones en el norte del Bosque Negro, provocando la desaparición de antiguos senderos élficos que comunicaban distintas partes del bosque con la Ciudad del Lago (Esgaroth), por lo que la única comunicación posible entre esta y el reino de Thranduil era el caudaloso río y sólo este “(…) era aún un trayecto seguro desde el linde norte del Bosque Negro hasta las lejanas planicies sombreadas por la Montaña …” Además porque “(…)estaba vigilado por el rey de los Elfos del Bosque…”
El Río del Bosque continuaba su camino, rodeado de pantanos, por muchas millas hacia el este. Pero ya cercano a su desembocadura, torcía un poco hacia el sur; y corría entre márgenes rocosas, juntando “(…) sus aguas errantes en un profundo y rápido flujo…” haciéndose más caudaloso y más precipitado. Algunas millas más adelante y “(…)luego de un recodo y de bajar otra vez hacia el este, el Río del Bosque se… precipitaba… en el Lago Largo…” Llegaba a una pequeña bahía del lago, entre dos paredes de piedra, “(…)como altos acantilados…, con guijarros apilados en las orillas…”; ubicadas en ambas orillas; el lugar era conocido, como las “Puertas del Río”.

## Licencia
Este artículo incorpora contenido publicado por Francisco Jaqueti bajo la GFDL. 
- Datos: Q5575350